# 布赖 (埃纳省)
布赖（法語：Braye，法語發音：[bʁɛ]）是法国上法蘭西大區埃纳省的一个市镇，属于苏瓦松区。

## 地理
布赖（49°25'24"N, 3°22'12"E）面积1.34 平方千米，位于法国上法蘭西大區埃纳省，该省份为法国北部内陆省份，北起北部省，西接索姆省和瓦兹省，东临阿登省和马恩省，西南至塞纳-马恩省，东北部与比利时接壤。
与布赖接壤的市镇（或旧市镇、城区）包括：克拉姆西、克鲁伊、维耶里。
布赖的时区为UTC+01:00、UTC+02:00（夏令时）。

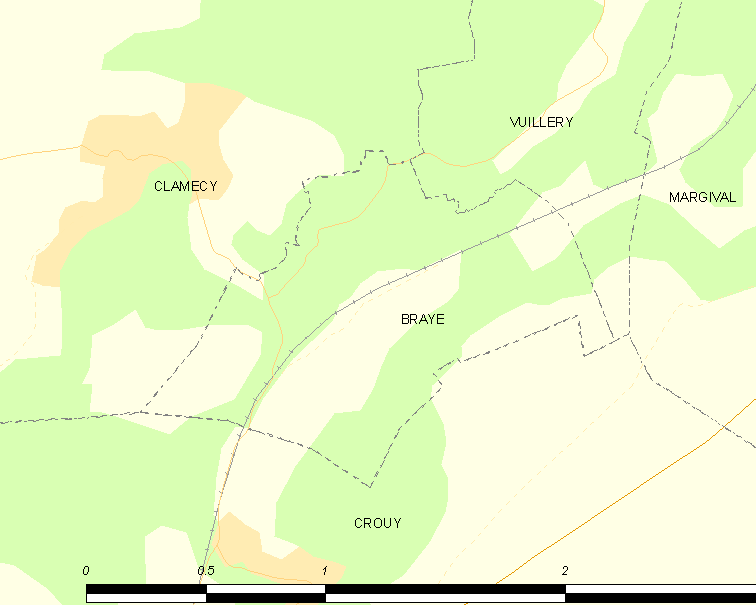
布赖的OSM定位图

## 行政
布赖的邮政编码为02880，INSEE市镇编码为02118。

## 政治
布赖所属的省级选区为塔德努瓦地区费尔县。

## 人口

1962-2008年间布赖人口变化图示

布赖于2022年1月1日时的人口数量为130人。